# Loin de la foule déchaînée (film, 1967)
Pour les articles homonymes, voir Loin de la foule déchaînée.
Pour plus de détails, voir Fiche technique et Distribution.
Loin de la foule déchaînée (Far from the Madding Crowd) est un film britannique de John Schlesinger, sorti en 1967. Il s'agit d'une adaptation du roman homonyme de Thomas Hardy publié en 1874.
C'est le quatrième film de Schlesinger (et sa troisième collaboration avec l'actrice Julie Christie). Située dans l'Angleterre victorienne et rurale, il marque un changement de style par rapport à ses œuvres précédentes, qui exploraient les mœurs urbaines contemporaines. La photographie a été réalisée par Nicolas Roeg et la bande originale par Richard Rodney Bennett, qui a également utilisé des chansons folkloriques traditionnelles dans diverses scènes du film.

## Synopsis
L'histoire se déroule dans le West Country rural de l'Angleterre du milieu des années 1860. Elle met en scène Bathsheba Everdene, une femme têtue et indépendante qui hérite de la ferme de son oncle et décide de la gérer elle-même. Cette décision suscite la désapprobation de la communauté paysanne locale. Elle emploie un ancien voisin, Gabriel Oak, comme berger. Ce dernier fait bientôt à Bathsheba une demande en mariage, qu'elle rejette du fait du manque de richesse du prétendant. Ensuite, Gabriel perd son propre troupeau après qu'un de ses chiens l'a fait tomber d'une falaise.
Bathsheba envoie impulsivement une carte de vœux pour la Saint-Valentin à William Boldwood, un fermier gentilhomme de ses voisins. Boldwood, un célibataire d'âge moyen, tombe passionnément amoureux d'elle et la demande en mariage ; Bathsheba promet d'examiner son offre. Cependant, elle rencontre bientôt Frank Troy, un beau sergent, fringant dans son uniforme rouge, dont elle s'éprend.
Troy devait épouser la jeune Fanny Robin, une servante enceinte de lui, mais elle s'est trompée d'église le jour de leur mariage ; Troy, humilié, a refusé avec arrogance de fixer une autre date pour la cérémonie et a été affecté dans une autre ville. Jaloux de voir Bathsheba s'éprendre du beau Troy, Boldwood lui offre de l'argent pour qu'il laisse Bathsheba tranquille. Troy joue avec Boldwood, rejetant des sommes de plus en plus importantes avant de l'humilier en annonçant que lui et Bathsheba sont déjà mariés. Troy se révèle un mari égoïste et irresponsable, alors que Bathsheba continue dans un premier temps à l'aimer passionnément. Lors de la fête des moissons, Troy envoie Bathsheba seule au lit, tandis qu'il s'enivre avec tous les valets de ferme, à l'exception de Gabriel ; lorsqu'une tempête menace les meules de foin récoltées, Gabriel, avec l'aide de Bathsheba, couvre les meules pour que le foin ne s'envole pas. Troy joue une grande partie de l'argent de Bathsheba et sème la zizanie parmi les valets de ferme. Lorsque Fanny vient trouver Troy, en état de grossesse avancée, pour lui demander de l'aide, Troy lui répond qu'il l'aidera plus tard. Lorsqu'elle apprend que Fanny est morte en couches, Bathsheba confronte Troy, qui éprouve du remords pour la mort de Fanny et jure cruellement qu'il n'aimait que Fanny, pas elle. Ses vêtements sont retrouvés plus tard au bord de la mer, et il est présumé noyé.
Boldwood harcèle Bathsheba pour qu'elle l'épouse. Elle refuse de s'engager, mais promet de ne pas se fiancer à quelqu'un d'autre avant la fin de la période de sept ans avant que Troy ne puisse être déclaré légalement mort. Si Boldwood le souhaite toujours, elle l'épousera à ce moment-là. On apprend alors que Troy est devenu la vedette d'une troupe d'acteurs, jouant le rôle dramatique du bandit de grand chemin Dick Turpin à l'aide d'un cheval qui exécute des tours sur commande. Lorsque la troupe arrive à Weatherbury, Troy aperçoit Boldwood et Bathsheba dans la foule et améliore son maquillage théâtral pour ne pas être reconnu. Troy réapparaît ensuite pour récupérer sa femme lors d'une fête que Boldwood organise pour impressionner Bathsheba. Boldwood tue Troy d'un coup de feu. Toujours éprise de Troy, Bathsheba se jette sur son corps et répète bruyamment son nom, désespérée, sous le regard horrifié de Boldwood.
Boldwood est vu pour la dernière fois dans une cellule de prison, en attente de son exécution. Gabriel annonce à Bathsheba qu'il émigre aux États-Unis. Se rendant compte à quel point elle a besoin de sa force tranquille et de son dévouement désintéressé, Bathsheba persuade Gabriel de rester à Weatherbury, ce qu'il accepte de faire à la seule condition qu'ils se marient. La dernière scène montre Gabriel, en tenue de gentilhomme, dans le salon de leur maison seigneuriale, en compagnie de Bathsheba qui lit tranquillement le journal. Au-dessus de la cheminée se trouve l'horloge automate élaborée que Troy avait offerte à Bathsheba en guise de cadeau de mariage : un château avec, sur la tour, un soldat en uniforme rouge jouant de la trompette pour annoncer l'heure.

## Fiche technique
- Titre français : Loin de la foule déchaînée
- Titre original : Far from the Madding Crowd
- Réalisation : John Schlesinger
- Scénario : Frederic Raphael, d'après le roman de Thomas Hardy
- Production : Joseph Janni et Edward Joseph, pour Metro-Goldwyn-Mayer et Vic Films Productions Ltd.
- Photographie : Nicolas Roeg
- Cadreur : Alex Thomson (non crédité)
- Musique : Richard Rodney Bennett
- Montage : Malcolm Cooke
- Décors : Richard Macdonald et Roy Forge Smith
- Costumes : Alan Barrett
- Sociétés de production : Metro-Goldwyn-Mayer, Anglo-Amalgamated
- Pays de production :  Royaume-Uni
- Langue de tournage : anglais britannique
- Format : Couleur (Metrocolor) – 2,20:1 - Son 70 mm 6-Pistes (copies de 70 mm) / Son mono (copies de 35 mm)
- Genre : Drame
- Durée : 170 minutes
- Dates de sortie :
  - Royaume-Uni : 16 octobre 1967 (1re londonienne)
  - France : 17 janvier 1968
- Affiche : Jean Mascii (France)

## Distribution
- Julie Christie : Bathsheba Everdene
- Terence Stamp (VF : Jacques Thébault) : sergent Francis "Frank" Troy
- Peter Finch (VF : René Arrieu) : William Boldwood
- Alan Bates : Gabriel Oak
- Fiona Walker : Liddy
- Prunella Ransome : Fanny Robin
- Alison Leggatt : Mrs. Hurst
- Paul Dawkins : Henery Fray
- Julian Somers (VF : Pierre Leproux) : Jan Coggan
- John Barrett (VF : Jean Berton) : Joseph Poorgrass
- Freddie Jones : Cainy Ball

## Production
Le film a été tourné dans les comtés du Dorset et du Wiltshire, dans le sud-ouest de l'Angleterre. Le violoniste folk britannique Dave Swarbrick y fait une apparition en tant que musicien. Trois ans après le tournage de ce film, Nicolas Roeg a entamé sa carrière de réalisateur.
Le budget était de 3 millions de dollars, dont 80 % étaient fournis par la Metro-Goldwyn-Mayer et 20 % par Anglo-Amalgamated.

## Autres adaptations du roman
Le roman a déjà été adapté au cinéma en 1915. Dans ce film muet, Florence Turner (Bethsabée) et Henry Edwards (Gabriel) jouent sous la direction de Laurence Trimble,,. Cette première adaptation du roman est désormais considérée perdue. En 2015, une nouvelle adaptation cinématographique est réalisée à partir de l'œuvre originale : Loin de la foule déchaînée (film, 2015) de Thomas Vinterberg avec la jeune Carey Mulligan et Matthias Schoenaerts.

## Accueil critique
Pour Télérama, « cette adaptation de Loin de la foule déchaînée par John Schlesinger est un régal. Les amateurs de Thomas Hardy y retrouveront l’esprit qui préside à toute son œuvre : austérité, barrage infranchissable des classes sociales de l’Angleterre victorienne, et cette propension des personnages à passer à côté du bonheur ».
Pour Jean de Baroncelli dans Le Monde, au contraire, « On ne saurait dire que tout cela soit très passionnant. Le meilleur du film est dans ce sentiment de la nature que Thomas Hardy possédait au plus haut point, et qui se trouve exprimé ici par les très belles images de l'opérateur Nick Roeg. Et puis il y a les grands morceaux de mise en scène [...qui] réaniment à point nommé notre intérêt défaillant, mais ce ne sont que des ballons d'oxygène et, à de rares exceptions près (la scène, au cours de laquelle, pour dominer sa belle, l'impertinent séducteur fait parade de son talent d'escrimeur, est une de ces exceptions), ils ne parviennent pas à nous attacher en profondeur aux personnages ».
Pour Marie Soyeux dans La Croix, ce film de 1967 reste l'adaptation de référence, dans laquelle « Bathsheba évoque autant le vent de liberté de la fin des années 1960 que le XIXe siècle ».
Le Lexikon des internationalen Films écrit que le film est « mis en scène avec beaucoup d'efforts et de soin artisanal, attrayant grâce à l'excellente actrice principale et à la beauté des paysages, mais dans l'ensemble, un divertissement plutôt sentimental qui a été pensé de manière trop schématique ».
Variety a critiqué le fait que le scénario était « trop proche du roman original », « de sorte que le réalisateur Schlesinger n'a pu s'approprier l'histoire qu'occasionnellement ». Roger Ebert du Chicago Sun-Times a critiqué la caractérisation stéréotypée des protagonistes. De plus, les véritables motivations du personnage principal féminin sont éludées afin de produire afin de produire un produit homogène et vitaminé pour attirer des bus remplis d'adolescents.

### Récompenses
Prix reçus
Prix du National Board of Review 1967 du Meilleur acteur : Peter Finch
Prix du National Board of Review 1967 du Meilleur film en langue anglaise.
Nominations
Nommé aux Oscars 1968 pour l’Oscar de la meilleure musique originale, Richard Rodney Bennett ;
Nommé pour le Prix de la BAFTA 1968 pour la meilleure photographie pour un film britannique en couleur, Nicolas Roeg ;
Nommé pour le Prix de la BAFTA 1968 pour le prix des meilleurs costumes dans un film britannique en couleur, Alan Barrett ;
Nommé aux Golden Globes 1968 pour le prix du meilleur film dramatique ;
Nommé aux Golden Globes 1968 pour le prix du meilleur acteur dans un film dramatique, Alan Bates
Nommée aux Golden Globes 1968 pour le prix de la meilleure actrice dans un second rôle, Prunella Ransome.